# Араужо, Шерил
Шерил Энн Араужо (англ. Cheryl Ann Araujo; 28 марта 1961, Нью-Бедфорд, Бристол, США — 14 декабря 1986, Майами, США) — американка, ставшая жертвой группового изнасилования в баре города Нью-Бедфорд, штат Массачусетс. Суд над нападавшими привлёк широкое внимание со стороны СМИ и общественности. На основе истории Араужо был снят фильм «Обвиняемые» с Джоди Фостер в главной роли.

## Биография
Шерил Энн Араужо родилась в 1961 году в Нью-Бедфорде, штат Массачусетс. Она была португальского происхождения. После того, как у неё родился вне брака первый ребенок, она бросила школу и пошла работать. Шерил проживала со своим партнёром и двумя дочерьми Кэролин и Джессикой.
Вечером 6 марта 1983 года 21-летняя Араужо пошла в бар Big Dan, чтобы купить сигарет. В баре она также остановилась, чтобы выпить. Двое мужчин предложили ей уйти с ними, от чего она отказалась. После этого на неё набросились несколько мужчин и изнасиловали на бильярдном столе. Другие посетители не пытались помешать преступлению. Сама Араужо говорила, что люди в баре «смеялись и подбадривали, как на игре в бейсбол». В итоге Шерил удалось сбежать. На улице её заметили проезжавшие мимо студенты и отвезли в больницу.
6 мужчин попали под суд, четверо по обвинению в изнасиловании, двое — в соучастии. Во время суда адвокаты обвиняемых допрашивали Араужо о её поведении и личной жизни, предположив, что она сама спровоцировала нападение. Её пытались представить как женщину лёгкого поведения, которая добровольно согласилась на групповой секс. Суд показывали по телевидению по всей стране. Имя жертвы было предано всеобщей огласке, в результате чего она подверглась травле и угрозам. Все подсудимые также оказались португальского происхождения, и диаспора встала на их сторону, несмотря на происхождение самой Араужо. История изнасилования накалила межрасовые отношения в городе.
В итоге четверо обвиняемых были признаны виновными и приговорены к срокам от 6 до 12 лет, двое были оправданы. Когда обвиняемых выводили из зала суда, зрители выкрикивали фразы вроде «почему она не была дома с детьми?» и «почему они не выводят в наручниках ту девку?» 22 марта 1984 года 6-8 тысяч человек устроили демонстрацию в поддержку мужчин, 23 марта 10-15 тысяч человек собрались у здания суда под началом двух оправданных, чтобы опротестовать обвинительный приговор против остальных четверых. Лидеры португальской диаспоры заявили, что случай получил нежелательную известность в СМИ, и обвиняемые получили сроки длиннее обычного из-за их происхождения. Иск к бару на сумму $10 млн был отклонён, так как выяснилось, что у заведения не было таких денег.
После суда Араужо вместе с сожителем и дочерьми переехала в Майами. Здесь она поступила в школу, чтобы в будущем работать секретарём. 14 декабря 1986 года она погибла в автокатастрофе, не справившись с управлением и врезавшись в цементный столб. Дочери Шерил также пострадали, но выжили. По некоторым данным, в момент катастрофы она находилась в состоянии алкогольного опьянения.

## Память и значение
Дело вызвало широкий резонанс в обществе и привлекло внимание к проблеме виктимблейминга в отношении жертв изнасилования. Также возникли протесты против демонстрации процессов широкой публике и оглашения имён жертв. Шерил поддержали многие феминистки, такие как Глория Стайнем. Адвокат Роберт Панофф призвал помнить Араужо «не за то, что с ней случилось, а за то, что она послужила примером для других жертв изнасилования своей храбростью и отказом хранить молчание».
История Шерил Араужо легла в основу фильма 1988 года «Обвиняемые» с Джоди Фостер в главной роли. Фостер была удостоена премии «Оскар» за лучшую женскую роль за эту работу. Картина во многом отличается от реальной истории, в частности, там перенесено место действия и не показана этническая подоплёка дела. Имя Шерил было заменено на «Сара Тобиас».